# Home in San Antone
Home in San Antone è un film del 1949 diretto da Ray Nazarro.
È un film musicale a sfondo western statunitense con Roy Acuff, Lyn Thomas e Bill Edwards.

## Produzione
Il film, diretto da Ray Nazarro su una sceneggiatura di Barry Shipman, fu prodotto da Colbert Clark per la Columbia Pictures e girato nell'Iverson Ranch a Chatsworth, Los Angeles, California, dal 10 al 22 novembre 1948.

## Distribuzione
Il film fu distribuito negli Stati Uniti dal 15 aprile 1949 al cinema dalla Columbia Pictures.
Altre distribuzioni:
- in Brasile (Terra dos Meus Sonhos)
- nel Regno Unito (Harmony Inn)

## Promozione
Le tagline sono:
- A TEXAS TORNADO OF ACTION AND SONG!
- TOP SONGS! TOP ACTION!